# José Vidal Juliá
José Vidal Juliá (l'Hospitalet de Llobregat, 2 de febrer de 1920) va ser un ciclista català, que fou professional a la dècada del 1940.
Els seus principals èxit esportius foren a la Volta a Catalunya, on aconseguí una victòria d'etapa, i quedar 8è i 7è a les edicions del 1942 i 1944.
Un cop retirat va fer d'assistent de diferents ciclistes com Rik van Steenbergen, Charly Gaul, Eddy Merckx o Luis Ocaña

## Palmarès
- 1942
  - Vencedor d'una etapa de la Volta a Catalunya